# Багно (Замойский повет)
Багно (пол. Bagno) — деревня в юго-восточной части Польши. Входит в состав гмины Звежинец.

## География
Деревня Оброч находится в Люблинском воеводстве, Замойском повете, на территории гмины Звежинец. Расположена в 2 километрах к северу от центра гмины, города Звежинец.

## История
С 1975 по 1998 год деревня Багно входила в состав Замойского воеводства.

## Население
По данным переписи 31 марта 2011 года, население деревни составляло 354 человека (из них 184 мужчины и 170 женщин).